# Krohne Messtechnik
Krohne (Eigenschreibweise: KROHNE) ist einer der international führenden Anbieter von Prozessmesstechnik. Das Unternehmen mit Sitz in Duisburg beschäftigte im Jahr 2023 weltweit über 4.100 Mitarbeiter und erzielte einen Umsatz von 752,4 Mio. Euro.

## Geschichte
Das Unternehmen wurde im Jahr 1921 von Ludwig Krohne in Duisburg gegründet. Dieser begann mit der Fertigung von Schwebekörper-Durchflussmessgeräten. 1936 konnte das Unternehmen von gemieteten Räumlichkeiten in eigene Gebäude umziehen, die jedoch im Zweiten Weltkrieg zerstört wurden. Da sowohl Ludwig Krohne als auch sein Sohn Karl verstarben, führte Ludwigs Frau Anna das Unternehmen in den Nachkriegsjahren. 1949 bat sie ihren Enkel Kristian Rademacher-Dubbick (1921–2014), in das Unternehmen einzutreten. Unter seiner Leitung begann der Aufstieg zu einem der führenden Unternehmen für Prozessmesstechnik und messtechnische Lösungen wie z. B. Messsysteme und zusätzliche Services, die moderne Prozessführungskonzepte unterstützen. Dabei bleibt das Unternehmen unabhängig im Besitz der Familie Rademacher-Dubbick.
Im Jahre 2021 feierte KROHNE sein 100-jähriges Jubiläum.

## Produkte
Krohne ist in zahlreichen Branchen aktiv und bietet hierfür jeweils eigene Produkte, Lösungen und Services an, die sich z. B. durch industriespezifische Zulassungen, Werkstoffe, Prozessanschlüsse oder Ausführungen auszeichnen. Die Wichtigsten sind Chemie und Petrochemie, Lebensmittel und Getränke, Wasser und Abwasser, Öl und Gas, Energieerzeugung und -Verteilung, Schifffahrt, Papierherstellung, Pharmazie sowie Mineralien und Bergbau.
Das aktuelle Portfolio umfasst Prozessmesstechnik, messtechnische Lösungen sowie Services: In der Prozessmesstechnik ist Krohne ein Komplettanbieter mit den Produktbereichen Durchfluss-, Füllstand-, Temperatur-, Druck- und Analysenmesstechnik, die jeweils verschiedene Messprinzipien überspannen. Die messtechnischen Lösungen beinhalten komplette Messsysteme, Skids und Anlagenmodule z. B. für die (eichpflichtige) Messung von Flüssigkeiten und Gasen, sowie Software-Systeme z. B. für Pipeline-Lecküberwachung und -Ortung, Kohlenwasserstoff-Management oder Tankmanagement auf Hochseetankern. Der Bereich Services umfasst Dienstleistungen wie Beratung, Projektmanagement und Engineering sowie Wartungskonzepte für einzelne Messstellen oder die Instrumentierung einer kompletten Anlage. Die Kalibrierung der Messgeräte und Kalibrierdienstleistungen stellen eine besondere Kompetenz des Unternehmens dar, das weltweit über 140 Kalibriereinrichtungen betreibt.
Krohne betreibt Forschungs- und Entwicklungsaktivitäten (ca. 10 % der Mitarbeiter arbeiten in diesem Bereich) und hat einige Innovationen vorgestellt, die die heutige Gestaltung und Führung von industriellen Prozessen beeinflusst oder teilweise erst ermöglicht haben. Dazu zählen z. B.
- 1952: magnetisch-induktives Durchflussmessgerät (MID) für industrielle Nutzung
- 1959: Füllstandanzeiger mit Schwimmer und Magnetkupplung
- 1978: 2-Pfad-Ultraschall-Durchflussmessgeräte
- 1989: Radar-Füllstandmessgerät für Prozessanwendungen mit FMCW Technologie
- 1994: Coriolis-Masse-Durchflussmessgerät mit geradem Messrohr
- 1996: magnetisch-induktives Durchflussmessgerät für teilgefüllte Rohrleitungen
- 2000: 2-Leiter-TDR-Füllstandmessgerät
- 2006: 2-Leiter Vortex-Durchflussmessgerät mit integrierter Druck- und Temperatur-Kompensation
- 2008: 12-Strahl-Ultraschall-Durchflussmessgerät für den eichpflichtigen Verkehr mit Kompensations- und Diagnose-Funktionen
- 2010: MID mit rechteckigem Querschnitt zur Installation ohne Ein- und Auslaufstrecken
- 2013: Coriolis-Masse-Durchflussmessgerät mit Immunität gegenüber Luft- oder Gaseinschlüssen im Medium
- 2015: Mehrphasen-Durchflussmessgerät auf Basis der Magnetresonanz-Technologie
- 2017: Radar-Füllstandmessgeräte mit 80 GHz Arbeitsfrequenz.[10]
- 2019: Prozessknoten, der Sensorik, Aktorik und Regelung in einem Modul vereint und KI nutzt (Joint Venture Focus-on, siehe unten).[11]

## Niederlassungen
KROHNE betreibt 15 Fertigungsstätten in 10 Ländern und insgesamt 44 eigene oder als Joint-Venture betriebene Niederlassungen in 80 Ländern. 
Die einzelnen Produktionsstätten sind auf bestimmte Produktgruppen spezialisiert. Neben der Produktion wird an mehreren Standorten auch die Kalibrierung der Messgeräte durchgeführt. So werden in Duisburg von über 700 Mitarbeitern sämtliche in den Messgeräten verwendeten Elektronikkomponenten entwickelt und gefertigt, außerdem findet hier die Entwicklung und Produktion für die Schwebekörpermessgeräte und Vortex-Durchflussmessgeräte statt. In Minden fertigt Krohne Druckmessgeräte für Durchflussmessung mittels Differenzdruck, Prozessdruckmessung und Füllstandmessung über hydrostatischen Druck.
Weitere Werke befinden sich in (angegeben in Klammern sind Land, Gründungsdatum, Hauptprodukte)
- Malmö (Schweden, 1940, Temperatur-Sensoren und -Transmitter),
- Brevik (Norwegen, 1957, Entwicklung Marinetechnik).
- Romans-sur-Isère (Frankreich, 1960, Füllstandmessgeräte und -Schalter, Durchflusskontrollgeräte),
- Dordrecht (Niederlande, 1962, Ultraschall-, magnetisch-induktive und Magnetresonanz-Durchflussmessgeräte),
- Wellingborough (Großbritannien, 1976, Coriolis-Massedurchflussmessgeräte),
- Pune (Indien, 1984, Vortex-Durchflussmessgeräte),
- Embu (Brasilien, 1994, Magnetisch-Induktive Durchflussmessgeräte für den gesamten amerikanischen Markt),
- Shanghai (China, 2004, Magnetisch-Induktive Durchflussmessgeräte, Coriolis-Massedurchflussmessgeräte, Füllstandmessgeräte).

Darüber hinaus werden in China zwei weitere Joint-Ventures betrieben, eines in Shanghai (gegründet 1987) und eines in Chengde (gegründet 1991). Der Standort in den USA in Beverly, Massachusetts wurde zu einer lokalen Produktion und Fertigung erweitert und im September 2018 eröffnet.
Im September 2019 wurde das Joint Venture Focus-on mit der Samson AG gegründet; der Sitz ist Dordrecht. Focus-on soll autonome Aktoren für die Prozessindustrie 4.0 entwickeln, herstellen und vermarkten.